# 瓦柳納拉胡山
9°25′20″S 77°27′23″W / 9.42222°S 77.45639°W

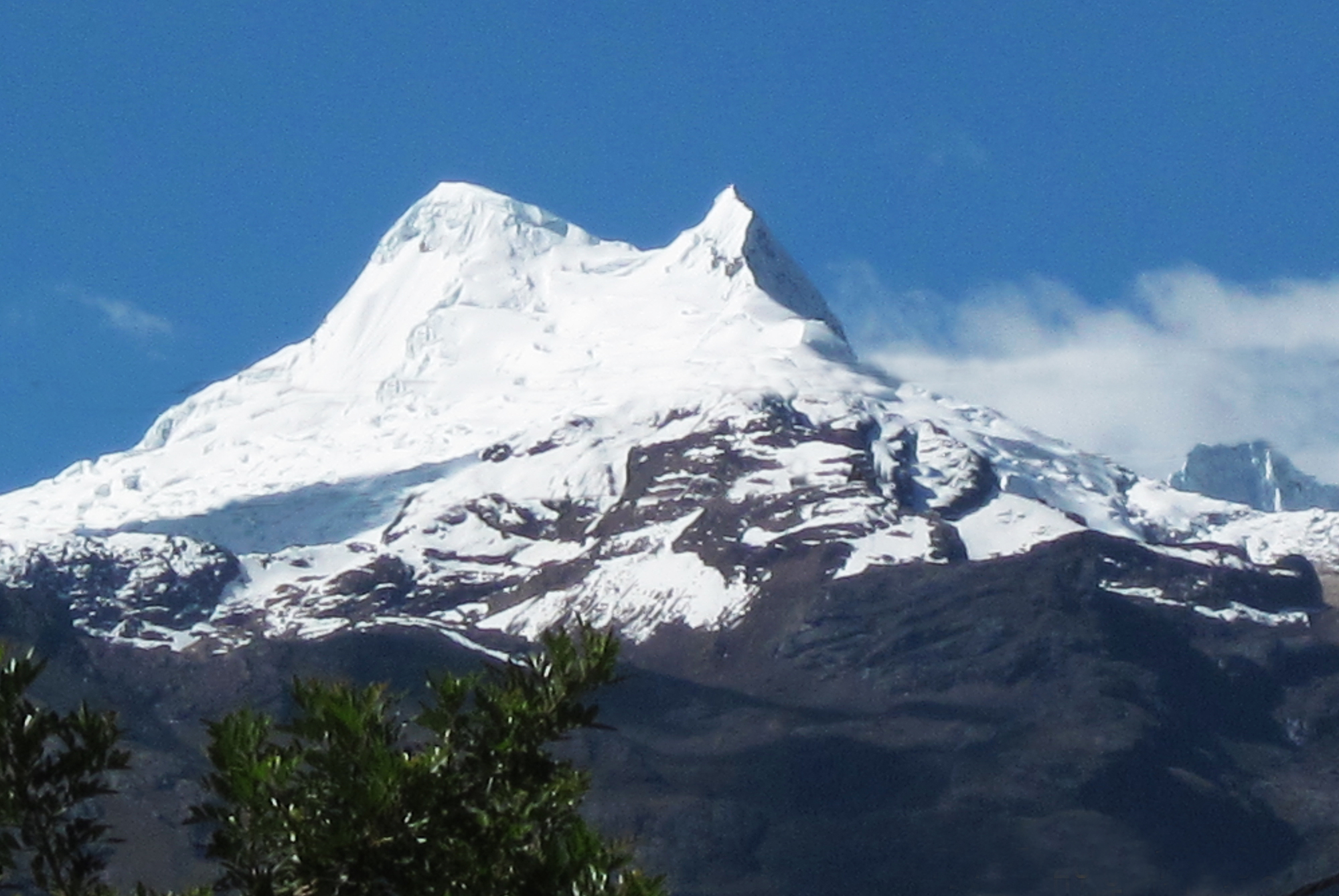

瓦柳納拉胡山（西班牙語：Vallunaraju），是秘魯的山峰，位於安卡什大區，屬於安第斯山脈中布蘭卡山脈的一部分，處於蘭拉帕爾卡山和奧克沙帕爾卡山西南面，海拔高度5,686米。